# Экономика Ирландии
Экономика Республики Ирландии представляет собой современную, относительно небольшую, зависимую от торговли экономику, рост которой за 1995—2000 гг. составил в среднем 10 % в год.

## Общая характеристика
Экономическая система Республики Ирландия представляет собой современную, относительно небольшую, зависимую от торговли экономику, рост которой за 1995—2000 гг. составил в среднем 10 %. Сельскохозяйственный сектор, некогда игравший доминирующую роль в системе, в настоящее время замещается промышленным; на промышленный сектор приходится 46 % ВВП, около 80 % экспорта, и 29 % рабочей силы. Хотя основным двигателем экономического роста Ирландии остается экспорт, развитию также способствует повышение потребительских расходов и восстановление как строительства, так и деловых инвестиций.
Дублин, столица Ирландии, получил 16-е место во всемирном рейтинге по показателям стоимости жизни в 2006 году (поднявшись с 22-го места в 2004 году и 24 места в 2003 году). Были сообщения, что Ирландия имеет второй по величине после Люксембурга средний доход на душу населения среди всех стран ЕС, а в мире занимает 4-е место по этому показателю. Стала второй страной Европейского Союза после Греции, которая обратилась за финансовой помощью к МВФ и ЕЦБ.
У Ирландии самый высокий уровень ипотечного долга относительно располагаемого дохода во всем «развитом мире». Эмиграция оценивалась в размере 1000 человек в неделю в 2010 году, даже хуже чем в 1989 году.
Преимущества: среднегодовой прирост реального ВВП «кельтского тигра» за 1996—2000 гг. составил 9 % — один из самых больших в Европе и достаточно высокий рост ВВП во второй половине 2010-х годов. Торговый профицит. Низкий государственный долг 68 % (ниже среднего по ЕС). Эффективное сельское хозяйство и пищевая промышленность. Расширения высокотехнологичного сектора; 25 % экспорта приходится на электронику. Высококвалифицированная рабочая сила. Уровень безработицы очень низкий и для доходов населения характерен быстрый рост, вместе с ценами на услуги (коммунальных служб, страхования, здравоохранения, юристов и т. д.). Ирландия одна из крупнейших в мире корпоративных офшорных зон (Двойная ирландская с голландским сэндвичем).
Слабые стороны: многие важные отрасли контролируются западными ТНК. Опасность конъюнктурного перегрева. Дефицит жилплощади. Быстрый рост перегружает инфраструктуру. Ежегодный уровень инфляции (на 2005) составил 2,4 %, снизившись с недавних отметок 4—5 %. Одной из проблем экономики является инфляция цен на недвижимость (средняя цена жилого дома в феврале 2005 года составила около 251 тыс. евро).

### Статистика
В следующей таблице показаны основные экономические показатели за 1980—2018 года (инфляция менее 2 % обозначена зелёной стрелкой):
| Год  | ВВП (ППС) (в млрд долл. США) | ВВП на душу населения (ППС) (в долл. США) | Рост ВВП (реальный) | Уровень инфляции (в процентах) | Безработица (в процентах) | Государственный долг (в процентах от ВВП) |
| ---- | ---------------------------- | ----------------------------------------- | ------------------- | ------------------------------ | ------------------------- | ----------------------------------------- |
| 1980 | 24,2                         | 7,074                                     | ▲2,9 %              | ▲18,3 %                        | н/д                       | н/д                                       |
| 1981 | ▲27,2                        | ▲7,831                                    | ▲2,5 %              | ▲20,2 %                        | н/д                       | н/д                                       |
| 1982 | ▲29,3                        | ▲8,352                                    | ▲1,5 %              | ▲17,2 %                        | н/д                       | н/д                                       |
| 1983 | ▲30,2                        | ▲8,559                                    | ▼−0,7 %             | ▲10,4 %                        | н/д                       | н/д                                       |
| 1984 | ▲32,3                        | ▲9,082                                    | ▲3,2 %              | ▲8,6 %                         | н/д                       | н/д                                       |
| 1985 | ▲34,0                        | ▲9,526                                    | ▲1,9 %              | ▲5,5 %                         | 17,7 %                    | н/д                                       |
| 1986 | ▲34,8                        | ▲9,757                                    | ▲-0,4 %             | ▲3,0 %                         | ▲18,1 %                   | н/д                                       |
| 1987 | ▲37,0                        | ▲10,353                                   | ▲3,6 %              | ▲3,2 %                         | ▲18,8 %                   | н/д                                       |
| 1988 | ▲39,5                        | ▲11,086                                   | ▲3,0 %              | ▲2,2 %                         | ▼18,4 %                   | н/д                                       |
| 1989 | ▲43,3                        | ▲12,238                                   | ▲5,6 %              | ▲4,0 %                         | ▼17,9 %                   | н/д                                       |
| 1990 | ▲48,3                        | ▲13,683                                   | ▲7,7 %              | ▲3,4 %                         | ▼17,2 %                   | н/д                                       |
| 1991 | ▲50,8                        | ▲14,290                                   | ▲1,6 %              | ▲3,1 %                         | ▲19,0 %                   | н/д                                       |
| 1992 | ▲53,8                        | ▲15,016                                   | ▲3,6 %              | ▲3,2 %                         | ▼16,3 %                   | н/д                                       |
| 1993 | ▲56,3                        | ▲15,642                                   | ▲2,3 %              | ▲1,4 %                         | ▲16,7 %                   | н/д                                       |
| 1994 | ▲60,9                        | ▲16,862                                   | ▲5,9 %              | ▲2,4 %                         | ▼15,1 %                   | н/д                                       |
| 1995 | ▲68,2                        | ▲18,784                                   | ▲9,6 %              | ▲2,5 %                         | ▼14,1 %                   | 78,6 %                                    |
| 1996 | ▲75,7                        | ▲20,723                                   | ▲9,1 %              | ▲2,2 %                         | ▼11,8 %                   | ▼69,9 %                                   |
| 1997 | ▲85,3                        | ▲23,100                                   | ▲10,7 %             | ▲1,3 %                         | ▼9,9 %                    | ▼61,7 %                                   |
| 1998 | ▲93,5                        | ▲25,065                                   | ▲8,5 %              | ▲2,1 %                         | ▼7,6 %                    | ▼51,5 %                                   |
| 1999 | ▲105,1                       | ▲27,842                                   | ▲10,6 %             | ▲2,4 %                         | ▼5,8 %                    | ▼46,7 %                                   |
| 2000 | ▲117,8                       | ▲30,757                                   | ▲9,6 %              | ▲5,3 %                         | ▼4,5 %                    | ▼36,1 %                                   |
| 2001 | ▲127,5                       | ▲32,779                                   | ▲5,8 %              | ▲4,0 %                         | ▼4,2 %                    | ▼33,2 %                                   |
| 2002 | ▲137,6                       | ▲34,781                                   | ▲6,3 %              | ▲4,7 %                         | ▲4,8 %                    | ▼30,6 %                                   |
| 2003 | ▲144,8                       | ▲35,996                                   | ▲3,1 %              | ▲4,0 %                         | ▲4,9 %                    | ▼29,9 %                                   |
| 2004 | ▲158,8                       | ▲38,728                                   | ▲6,8 %              | ▲2,3 %                         | ▼4,8 %                    | ▼28,2 %                                   |
| 2005 | ▲173,8                       | ▲41,369                                   | ▲6,0 %              | ▲2,2 %                         | ▼4,7 %                    | ▼26,1 %                                   |
| 2006 | ▲189,0                       | ▲43,744                                   | ▲5,5 %              | ▲2,7 %                         | ▲4,9 %                    | ▼23,6 %                                   |
| 2007 | ▲204,0                       | ▲45,905                                   | ▲5,2 %              | ▲2,9 %                         | ▲5,0 %                    | ▲23,9 %                                   |
| 2008 | ▼199,9                       | ▼44,259                                   | ▼−3,9 %             | ▲3,1 %                         | ▲6,8 %                    | ▲42,4 %                                   |
| 2009 | ▼192,0                       | ▼42,221                                   | ▼−4,7 %             | ▼−1,7 %                        | ▲12,7 %                   | ▲61,5 %                                   |
| 2010 | ▲197,8                       | ▲43,291                                   | ▲1,8 %              | ▼−1,6 %                        | ▲14,6 %                   | ▲86,1 %                                   |
| 2011 | ▲207,8                       | ▲45,359                                   | ▲2,9 %              | ▲1,2 %                         | ▲15,4 %                   | ▲110,4 %                                  |
| 2012 | ▲211,7                       | ▲46,058                                   | ▬0,0 %              | ▲1,9 %                         | ▲15,5 %                   | ▲119,7 %                                  |
| 2013 | ▲218,6                       | ▲47,422                                   | ▲1,6 %              | ▲0,6 %                         | ▼13,8 %                   | ▼119,6 %                                  |
| 2014 | ▲241,0                       | ▲52,133                                   | ▲8,3 %              | ▲0,3 %                         | ▼11,9 %                   | ▼104,7 %                                  |
| 2015 | ▲305,7                       | ▲65,656                                   | ▲25,5 %             | ▼−0,1 %                        | ▼10,0 %                   | ▼77,1 %                                   |
| 2016 | ▲325,4                       | ▲69,248                                   | ▲5,1 %              | ▼−0,2 %                        | ▼8,4 %                    | ▼72,9 %                                   |
| 2017 | ▲357,2                       | ▲75,538                                   | ▲7,8 %              | ▲0,3 %                         | ▼6,7 %                    | ▼68,5 %                                   |

## История
На момент обретения независимости в 1922 году экономика Ирландии была преимущественно аграрной, внешняя торговля велась главным образом с Великобританией, при этом одновременно ведя с ней торговую войну. Большую часть экспорта составляли молочная и мясная продукции. Страна пережила мировую депрессию несколько лучше других стран-экспортеров.
Стагнация продолжалась до широкомасштабных реформ 1960 годов. Прежде всего была реформирована система образования, создана система технических колледжей, что помогло обеспечить рынок труда необходимыми кадрами. Вхождение страны в Европейское экономическое сообщество в 1973 году способствовало росту экспорта.
В 1990-х годах страна переживала крупный экономический подъём (см. Кельтский тигр). Был введен низкий корпоративный доход, налог на доходы по сравнению с 1980 годами уменьшился вдвое. Были привлечены огромные прямые иностранные инвестиции. Всё десятилетие экономика росла в среднем по 6 процентов в год, безработица не превышала 4 процента. Однако уже в 2001 году мировое падение на рынке переоцененных доткомов (интернет компаний) повлияло на Ирландию — местный рынок доткомов упал вдвое (при этом экономика в целом показала в 2001 и 2002 годах рост по 6 процентов ВВП).

### События 2008—2010 годов
Мировой экономический кризис крайне сильно ударил по ирландской экономике в 2008 году, и все ещё затрагивают ирландскую экономику создавая многочисленные внутренние экономические проблемы, и особенно крах пузыря недвижимой собственности.

Перед кризисом Ирландии присудили третье место в мире по «экономической свободе», в индексе, созданном экономистами, сторонниками «свободного рынка», из Wall Street Journal и Heritage Foundation, который называется Индекс экономической свободы.
Ирландия была первой страной в ЕС, которая официально признала начало рецессии, как объявило Центральное статистическое управление Ирландии. Оценка кредитоспособности страны была понижена Standard & Poor's до «AA-» в августе 2010 года, из-за стоимости поддержки банков. Выяснилось, что стоимость рекапитализации банков была больше, чем ожидало правительство сначала, и, в ответ на повышающиеся затраты, оценка кредитоспособности страны была снова понижена, до «А».
Глобальный спад значительно воздействовал на ирландскую экономику. Экономический рост который составлял 4,7 % в 2007 году, упал до −1,7 % в 2008 году, и до −7,1 % в 2009 году. Ирландия официально вышла из спада в 2010 году, после символического роста 0,3 % в четвёртом квартале 2009 года, и роста 2,7 % в первом квартале 2010 года. Однако, экономика снова испытала «отрицательный рост» во втором квартале −1,2 %.

#### Крах банковской системы
Вопрос относительно платёжеспособности возник из-за внутренних проблем на ирландском рынке недвижимости где образовался и лопнул гигантский пузырь. У ирландских финансовых учреждений существенное место в их портфеле кредитов занимали застройщики. Эти застройщики в настоящее время страдают от существенного переизбытка собственности, все ещё непроданной, в то время как спрос на жилье критически сжался. Рост занятости в прошлом, до кризиса, и массовый приезд иммигрантов из Восточной Европы мощно держал спрос на собственность, но ситуация перечеркнулась растущей безработицей. Ирландские застройщики вложили спекулятивные миллиарды евро в крайне переоцененные земельные участки. Они также спекулировали и на пахотной земле, цена которой в 2007 году (среднее значение) была 23 600€ за акр (32 000$ за акр, или 60 000€ за гектар), что было в несколько раз выше эквивалентной цены земли в других европейских странах. Кредиты строителям росли до такой степени, что достигли 28 % от всей совокупной банковской ссуды республики, или "приблизительной стоимости всех общественных депозитов розничных банков. То есть, ирландская банковская система взяла акции своих акционеров, и вклады вкладчиков, и передала это все спекулянтам собственности и строителям. В сравнении, как раз перед японским взрывом пузыря в конце 1989 года, постройка и перепродажа собственности были на уровне 25 процентов от всей банковской ссуды.
Спасение банков
Практически крах банковской системы, после краха рынка недвижимости, привел к тому, что правительство, пытаясь спасти ирландские банки, наращивало собственный долг.
30 сентября 2008 года ирландское правительство объявило, что намеревается спасти ирландскую банковскую систему. Ирландская государственная гарантия, поддержанная фондами налогоплательщиков, покрыла «все депозиты (розничный, коммерческий, межбанковский), покрыла облигации, и долги». В обмен на помощь частным банкам правительство не взяло пакеты акций в банках, не требовало, чтобы зарплаты главных банковских руководителей и премии были урезаны, и не требовало, чтобы некомпетентные члены правления банков были заменены. Несмотря на правительственные гарантии банкам, их ситуация только ухудшалась и рыночная капитализация проваливалась, 15 января 2009 года правительство национализировало Anglo Irish Bank, у которого была рыночная капитализация меньше чем 2 % от её пика в 2007 году. После этого обвалились ещё два больших ирландских банка, которые на 19 января 2009 года имели падение цены акций между 47 и 50 % за один день. На 11 октября 2008 года просочился слух о возможных действиях правительства по искусственному поддержанию застройщиков.

### 2020-е
Спад промышленного производства за 2023 г. составил — 34,1 %. В январе 2024 г., по сравнению с декабрем, оно рухнуло ещё на 29 %.

## Банковская система
Основу банковской системы Ирландии составляет «большая четверка»:
1. National Irish Banks;
2. Ulster Bank;
3. Bank of Ireland — (Banc na hÉireann);
4. Allied Irish Banks, AIB — (Allied Irish Banks plc).

### Валюта
Перед введением евро в январе 2002 года Ирландия использовала ирландский фунт или punt. В январе 1999 года Ирландия была одним из одиннадцати (12е — греки присоединились в 2000 году) государств Европейского союза, которые ввели европейскую Единую валюту, евро. Европейские банкноты в 5€, 10€, 20€, 50€, 100€, 500€ и 200€ разделяют общий дизайн, используемый по всей Европе, однако, как и у других стран еврозоны, у Ирландии есть свой собственный уникальный дизайн европейских монет. Правительство выбрало единый национальный дизайн для всех евроирландских монет, которые изображают кельтскую арфу, традиционный символ Ирландии, с изображением годом выпуска и слова Éire .

## Сельское хозяйство

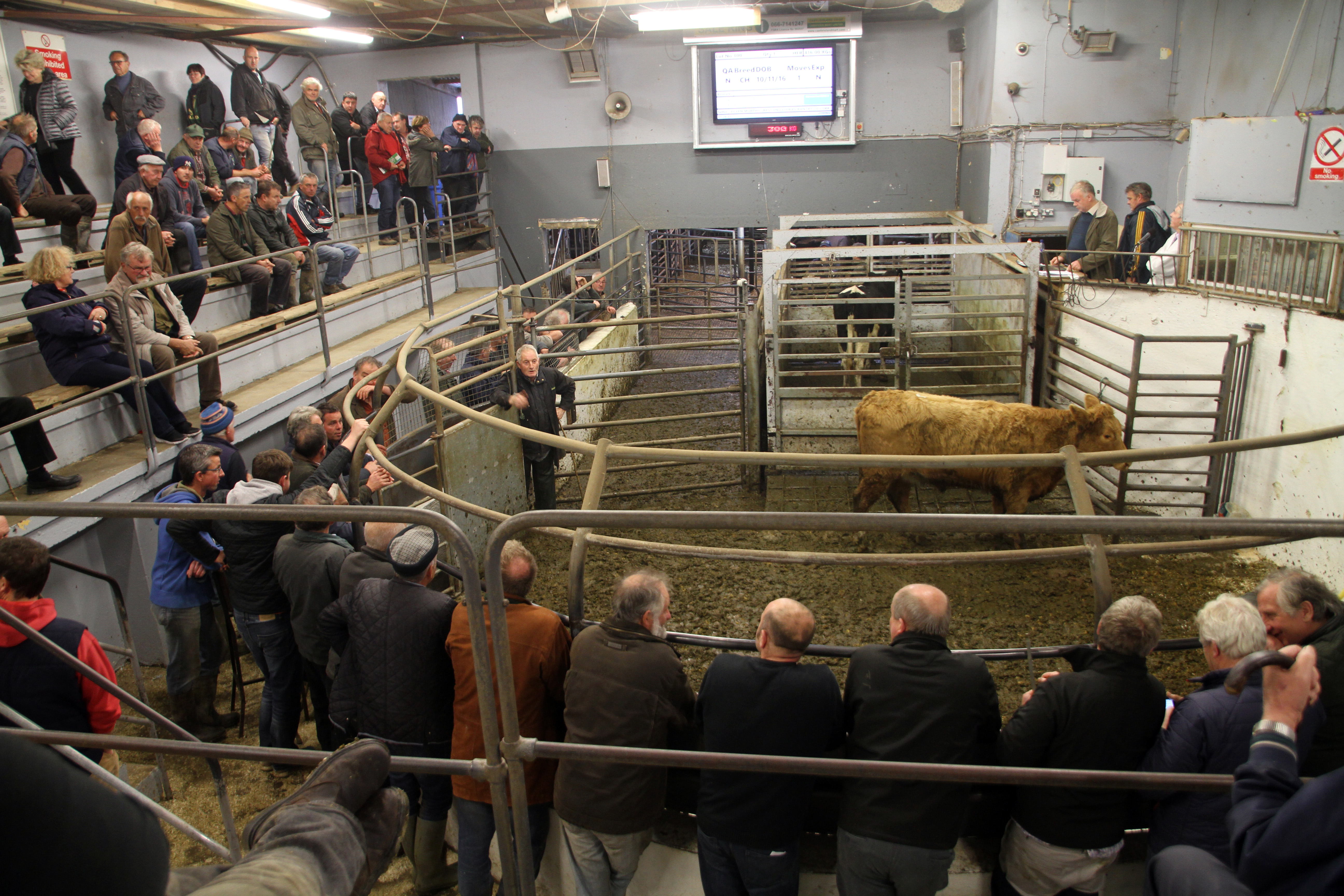
Аукцион по продаже скота в Каслайленде

Доминирующая отрасль сельского хозяйства — мясомолочное животноводство, часть продукции которого экспортируется. Также выращиваются зерновые (ячмень, пшеница и овёс), картофель, сахарная свёкла. Ирландия обеспечивает собственные потребности в ячмене и овсе, но вынуждена импортировать пшеницу.

## Промышленность

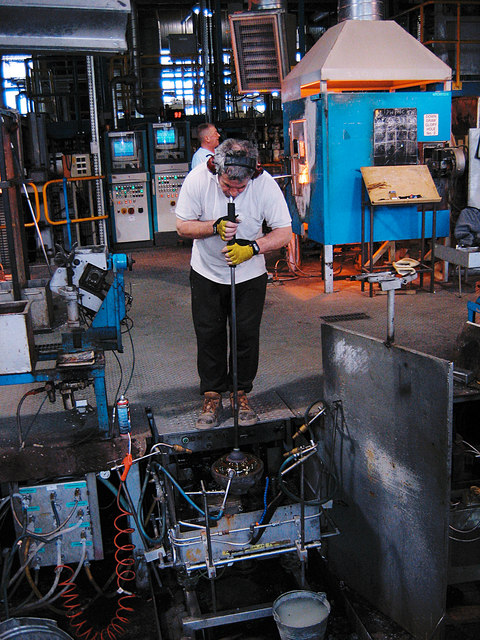
Завод по производству хрусталя компании Waterford Crystalв городе Уотерфорд

В Ирландии существуют предприятия пищевой, текстильной, швейной, стекольной, машиностроительной, химической промышленности.
Быстро развиваются высокотехнологичные отрасли, такие как фармацевтика, электроника и сектор информационно-коммуникационных технологий, развитие которых связано с привлечением иностранных инвестиций. На компании с иностранным участием приходится около 70 % экспорта промышленной продукции страны.
Наиболее важное значение имеют заводы сельскохозяйственного машиностроения в Уэксфорде и Дандолке, авто- и тракторосборочный завод в Корке, где также находится единственный в стране металлургический завод.

## Энергетика
Энергетическое хозяйство Ирландии характеризуется итогами топливно-энергетического баланса (ТЭБ) за 2019 год, отдельные статьи которого иллюстрируются показателями, сформированными на основе данных Eurostat.
| Отдельные статьи ТЭБ Ирландии за 2019 г., тыс. тонн нефтяного эквивалента |                                |         |        |                |                                     |                 |           |                |
| Энергоносители                                                            | Производство первичной энергии | Экспорт | Импорт | Общая поставка | Конечное энергетическое потребление | Промыш-ленность | Транспорт | Другие сектора |
| Электроэнергия                                                            | —                              | 132     | 187    | 55             | 2444                                | 642             | 7         | 1796           |
| Теплоэнергия                                                              | —                              | —       | —      | —              | —                                   | —               | —         | —              |
| Природный газ                                                             | 2142                           | —       | 2417   | 4559           | 1968                                | 955             | 17        | 997            |
| Невозобновляемые отходы                                                   | 145                            | —       | —      | 145            | 57                                  | 57              | —         | —              |
| Сырая нефть и нефтепродукты (без биотоплива)                              | —                              | 1528    | 9010   | 6322           | 5922                                | 372             | 3905      | 1645           |
| Торф и продукты из торфа                                                  | 391                            | —       | —      | 758            | 183                                 | —               | —         | 183            |
| Возобновляемые и биотопливо                                               | 1457                           | 7       | 176    | 1624           | 488                                 | 188             | 188       | 111            |
| Твердое органическое топливо                                              | —                              | —       | 208    | 381            | 234                                 | 79              | —         | 155            |
| Всего                                                                     | 4135                           | 1673    | 11999  | 13845          | 11297                               | 2292            | 4117      | 4888           |
| Доля электроэнергии                                                       | —                              | 7.9 %   | 1.6 %  | 0.4 %          | 21.6 %                              | 28.0 %          | 0.2 %     | 36.7 %         |

В соответствии с данными сайта EES EAEC, рассчитанными на основе информации EIA (на декабрь 2015 г.) суммарные запасы энергоносителей (оценочно) составляют 0,027 млрд тут (в угольном эквиваленте) или 0,002 % от общемировых (179 стран).
Энергетическая зависимость* от импорта энергоносителей страны, сформированная по данным Евростат за период с 1990 по 2019 гг. характеризуется семейством кривых, представленных на диаграмме.

Энергетическая зависимость Ирландии, 1990—2019 гг., проценты

*Примечание: Энергетическая зависимость показывает, в какой степени экономика зависит от импорта для удовлетворения своих энергетических потребностей. Рассчитывается из отношения импорта-нетто (импорт минус экспорт) на сумму валового внутреннего потребления первичных энергоносителей и бункерного топлива.

Структура установленной мощности генерирующих источников Ирландии в 1990 и 2019 г., МВт (проценты)

Современное состояние электроэнергетики Ирландии, являющейся ключевой подсистемой энергетического хозяйства, её тенденции иллюстрируются следующими показателями и диаграммами:
Установленная мощность генерирующих источников (на конец 2019 г.) — 11137 МВт. Основные тенденции в изменениях установленной мощности:
В 2019 году производство электроэнергии-брутто — 30941 млн. кВт∙ч. Основные тенденции в структуре производства электроэнергии:

Структура производства электроэнергии-брутто в 1990 и 2019 гг., млн кВт∙ч (проценты)

Структура производства электроэнергии-брутто на ТЭС по видам энергоносителей за 1990 и 2019 годы, млн кВт∙ч (проценты)

Конечное потребление электроэнергии в 2019 г. — 28560 млн. кВт∙ч. Основные тенденции в изменении структуры и уровнях потребления:

Структура конечного (полезного) потребления электроэнергии в 1990 и 2019 гг., млн кВт∙ч (проценты)

Потребление полезной электроэнергии промышленностью и бытовыми потребителями в 1990 и 2019 гг., млн кВт∙ч

Тенденции изменения основных показателей эффективности электроэнергетики и средних цен на электроэнергию

Показатели эффективности электроэнергетики Ирландии в 2019 к 1990 гг., проценты

Структура установленной мощности ТЭС Ирландии по типам первичного двигателя (технологии) за 1990 и 2019 годы, МВт (проценты)

Средние цены на электроэнергию (с налогами) для промышленности и бытовых потребителей Ирландии в 1990 и 2019 гг., GBP/100 за кВт∙ч

Ключевая энергетическая организация — Department of the Environment, Climate and Communications. Ключевой субъект электроэнергетики — EirGrid. (T&DSO) — оператор магистральных и распределительных сетей.

## Транспорт
Основная часть внешних грузоперевозок приходится на морской транспорт. Внутренние перевозки, как грузовые, так и пассажирские, осуществляются в основном автомобильным транспортом.

## Внешняя торговля
Около половины всего внешнеторгового оборота и 2/3 экспорта Ирландии приходится на Великобританию.
В экспорте из Ирландии преобладают станки и оборудование, компьютеры, химикаты, фармацевтическая продукция, живой скот, продукция животноводства. Импорт постоянно превышает экспорт. Внешнеторговый дефицит покрывается доходами от туризма, а также денежными переводами от эмигрировавших родственников.

## Доходы населения
С 2001 по 2008 год среднемесячная зарплата в Ирландии повысилась с 2040 до 2830 евро. К 2009 году она снизилась до 2810 евро. По состоянию 2018 года средний размер оплаты труда в Ирландии составляет €3300 (брутто) и €2564 (нетто) в месяц. С 1 января 2019 года минимальный размер оплаты труда составляет €1563,25 (брутто) и €1509 (нетто) в месяц и €9,80 (брутто) в час.

### Распределение богатства
Процент населения находящийся «в опасности бедности» составлял 21 % в 2004 году — одна из самых высоких цифр в Европейском союзе. Неравенство в Ирландии по распределению доходов (Коэффициент Джини) — 30,4 в 2000 году, немного ниже среднего числа стран OECD — 31. Длительные увеличения цен недвижимой собственности в течение 1990-х и до конца 2006 года были ключевым фактором в увеличении личного богатства в Ирландии, только Япония опередила её в «личном богатстве» в 2006 году. Однако, цены на недвижимую собственность упали весьма существенно.